# Église prieurale Notre-Dame de Tourdan
L'église prieurale Notre-Dame de Tourdan est un ensemble composé d'une église et d'un prieuré mentionnés pour la première fois au XIe siècle. L'édifice religieux se situe à Tourdan, commune de Revel-Tourdan en Isère dans la région Auvergne-Rhône-Alpes.
L'église, ainsi que les façades et toitures de l'ancien prieuré et certains terrains adjacents, font l'objet d'une inscription au titre des monuments historiques par arrêté du  27 octobre 2011,.

## Historique

### L'église
Considérée comme l'une des églises les plus anciennes de la région, elle a longtemps été le lieu de culte des paroissiens de Tourdan.
À partir de 2001, elle a fait l'objet de travaux de restauration afin de remettre au jour les peintures de la chapelle, du chœur et de la nef ainsi que la restauration d'objets et de mobiliers.

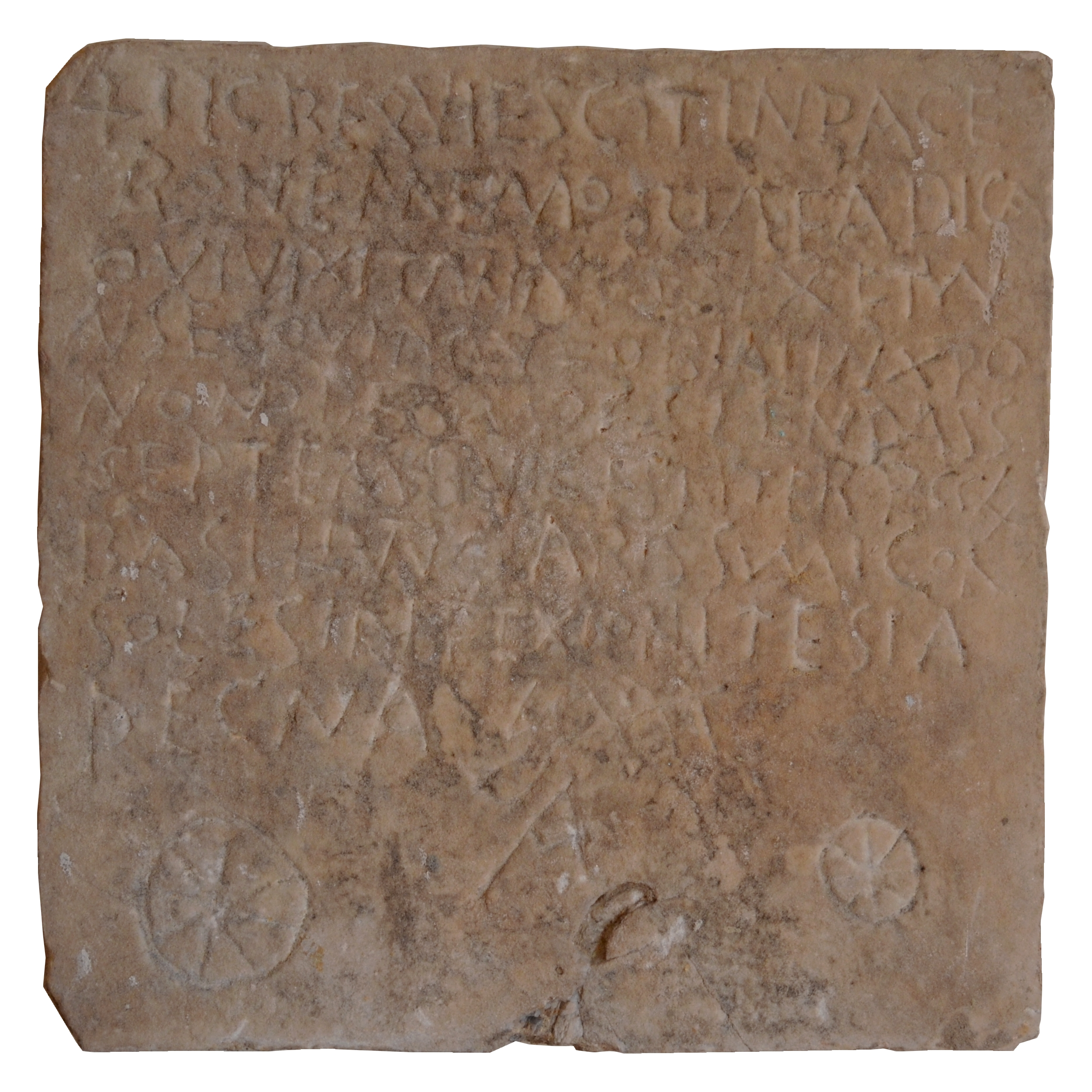
Épitaphe gallo-romaine retrouvée lors des fouilles archéologiques sur le site religieux.

Lors des fouilles archéologiques conduites dans les années 1980, deux épitaphes paléochrétiennes datant du VIe siècle furent trouvées dans le jardin du prieuré. Ces épitaphes ont ensuite été encastrées dans un mur à l'entrée de l'église. Durant les travaux pour le nouveau cimetière de Revel en 1833, les habitants étaient enterrés dans celui de Tourdan, après que les deux paroisses ont été réunies.

### Le prieuré
Aujourd'hui propriété privée, le prieuré fut occupé en tant qu'établissement religieux jusqu'à la Révolution. Il était sous la direction d'un prieur et d'un sacristain. Le portail de l'entrée du prieuré organisait l'agencement des bâtiments sur son axe. Un autre bâtiment fut construit au XIXe siècle pour y accueillir la cure. Il existait une tour jumelle à celle qui est conservée aujourd'hui. D'après le plan cadastral, elle se trouvait de l'autre côté du chemin, de manière que les bâtiments ne forment qu'un "U". Le prieuré était entouré d'un mur haut, n'existant plus aujourd'hui. À l'intérieur, à côté du portail d'entrée, se trouvaient une grange, deux citernes, un jardin et un verger.
L'existence du prieuré de Tourdan aux côtés de l'église Notre-Dame remonte au XIIe siècle. L'ossature du bâtiment est de style roman. La façade ouest possède une fenêtre romane agrandie par le bas en 1860. Son portail roman a été remanié dans un style gothique entre le XIVe et le XVe siècle. L'arc qui se dessine au-dessus du portail représente l'emplacement d'un tympan aujourd'hui disparu.

## Architecture

### Extérieur
La façade nord de l'église donne sur le cimetière. Sur le mur de la nef, on remarque une fenêtre de style roman ainsi que les restes d'une seconde fenêtre qui fut détruite par la construction de la chapelle gothique, construite au XVe siècle. L'ancienne sacristie fut construite au XVIIe siècle et le chœur gothique fut remanié au XVIe siècle par le prieur Jean d'Ancezune dont les armoiries se trouvent à l'intérieur de l'église. Ce chœur a été construit sur les fondations de l'ancien chœur roman, initialement sur un plan carré encore perceptible aujourd'hui. Le clocher appartient au style viennois construit de blocs de molasse.

### Intérieur

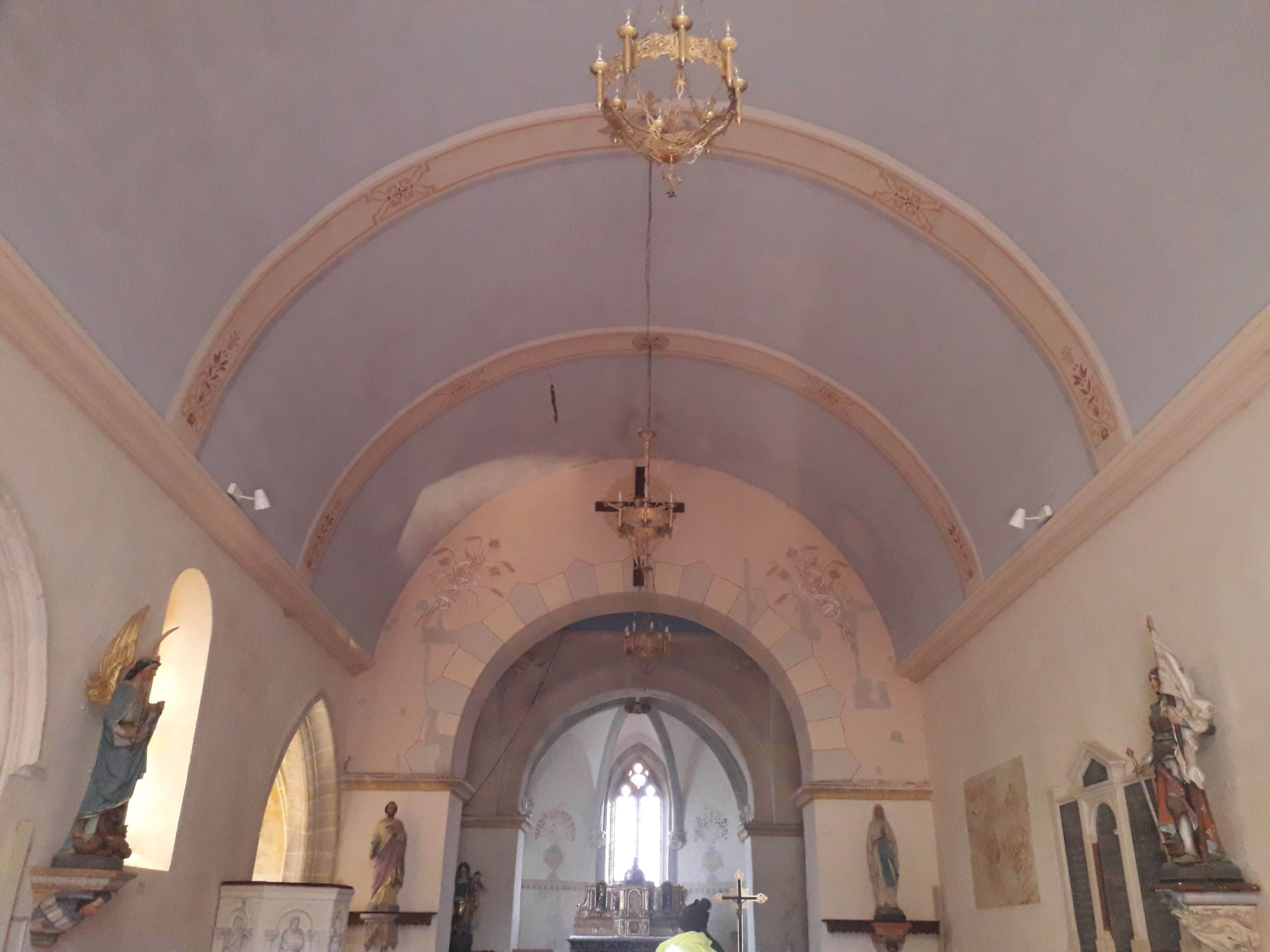
Nef de l'église Notre-dame de Tourdan après restauration.

Au sein de la nef se trouve une pierre tombale attribuée à Jacques Maurice Dunievre de la Serve, bourgeois de Revel enterré en ce lieu en 1753. Une plaque commémorative en marbre porte le nom des soldats originaires de la paroisse de Tourdan morts pour la France durant la guerre de 1914-1918. Dieu et la Patrie sont représentés par Notre Dame de Lourdes et Jeanne d'Arc de part et d'autre de la stèle. Les sondages réalisés dans le cadre des restaurations ont permis d'identifier des peintures murales peintes sur un enduit à la chaux. Trois visages féminins auréolés furent relevés et réalisés avec soin. Les sondages ont également mis au jour une litre funéraire, un bandeau noir peint à l’occasion des funérailles d’un personnage important de la paroisse.
Le chœur de l'église a été reconstruit au XVIe siècle par le prieur Jean d'Ancezune. Le haut du vitrail central est daté du XVIe siècle. Les peintures murales du XVIIe siècle représentent deux vases au décor de feuillages supportés par 2 colonnes ornées de guirlandes.
Le maître-autel et le tabernacle sont classés au titre des Monuments Historiques. Ils remontent au XVIIIe siècle et proviennent du couvent des Augustins de Beaurepaire. À gauche du chœur se trouve l'autel de Saint Arroux, d'origine locale puisque inconnu des hagiographes,,.

## Mobilier
| Nature de l'objet                                   | Intitulé                             | Date          | Emplacement | Titre                         |
| --------------------------------------------------- | ------------------------------------ | ------------- | ----------- | ----------------------------- |
| Autel                                               | Autel de la Vierge                   | XVIIIe        | Chapelle    | Inscrit MH, 9 juillet 1987    |
| Autel                                               | Autel de Saint-Arroux                |               |             | Inscrit MH, 9 juillet 1987    |
| Vitrail                                             |                                      |               | choeur      |                               |
| Confessionnal                                       |                                      | 1776          |             | Inscrit MH, 9 juillet 1987    |
| Statue                                              | la Vierge à l'Enfant - ND de Tourdan | XVIIIe        | Nef         | Inscrit MH, 9 juillet 1987    |
| Deux plaques portant des épitaphes paléochrétiennes |                                      | Gallo-romain  | Nef         | Classé MH, 1er septembre 1988 |
| Chaise de célébrant                                 |                                      | XVIIIe - XIXe |             | Inscrit MH, 28 mars 2017      |

## Spécificités
Les peintures murales qui recouvrent les parois de la chapelle constituent un des ensembles les plus remarquables de la région Auvergne-Rhône-Alpes. Sur le mur est représentée la crucifixion. Au centre, le Christ en croix avec à ses côtés les anges qui recueillent son sang dans un calice. De part et d’autre se trouvent Marie et Marie Madeleine et sur la gauche une représentation de Jérusalem.
Sur le mur nord, le décor se partage en deux ensembles de part et d’autre de la fenêtre. Sur le haut, se trouve une représentation de saint Benoit sans doute liée au fait que le prieuré était sous la règle bénédictine. D'autres saints sont présents mais ne peuvent pas être identifiés.
Il existe une représentation du martyre de saint Sébastien avec de chaque côté les archers tirant des flèches rouges. À côté de celle-ci, saint Martin est reconnaissable avec son cheval et son manteau et à droite sainte Catherine et sa roue.
Sur le mur ouest se trouve une représentation du couronnement de la Vierge en compagnie d'anges musiciens et de leurs instruments. En dessous de cet ensemble, une procession d’une dizaine de personnages demeure énigmatique.
Selon les restauratrices, la fresque aurait été réalisée dans l'urgence et probablement datée de la fin du XVe siècle. D'après les archives, en 1490, un concile diocésain se déroula à Tourdan à cause de la présence de la peste à Vienne. Ce qui pourrait probablement expliquer la tenue de ce concile.